# Палцьк
Палцьк (пол. Pałck, нім. Palzig) — село в Польщі, у гміні Скомпе Свебодзінського повіту Любуського воєводства.
Населення — 291 особа (2011).

## Демографія

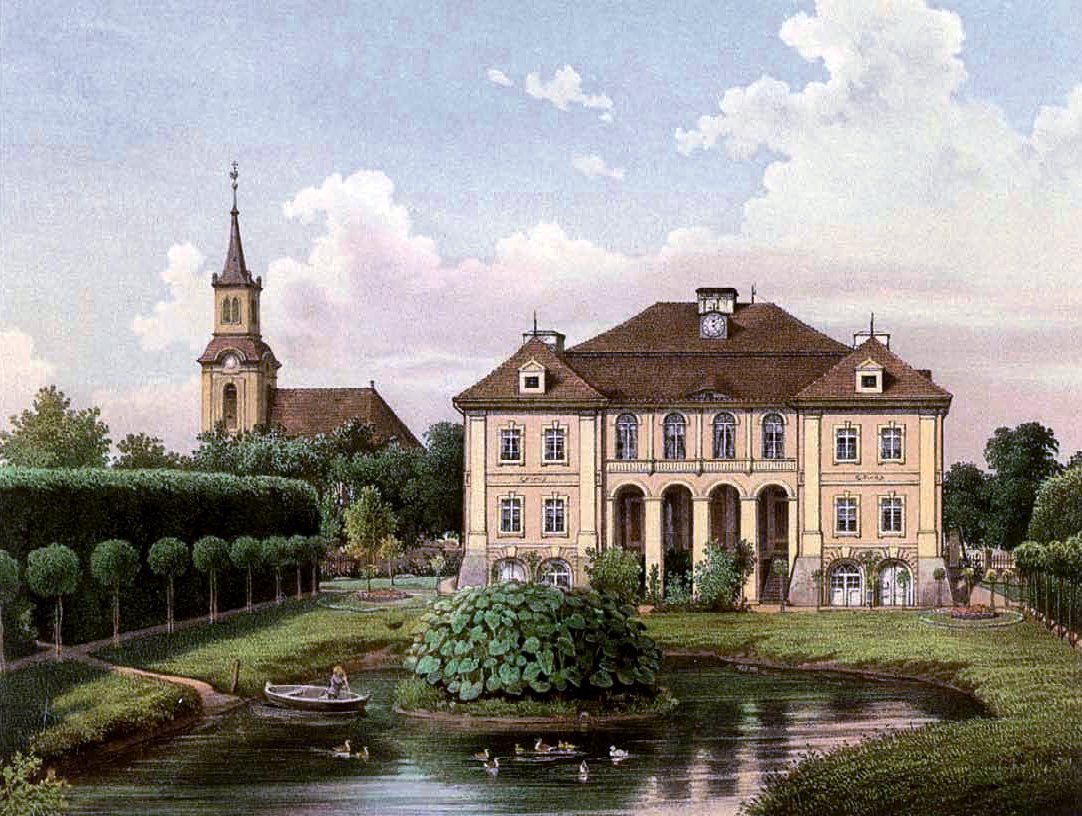
Rittergut Palzig

Демографічна структура станом на 31 березня 2011 року:
|          | Загалом | Допрацездатний вік | Працездатний вік | Постпрацездатний вік |
| -------- | ------- | ------------------ | ---------------- | -------------------- |
| Чоловіки | 150     | 30                 | 111              | 9                    |
| Жінки    | 141     | 34                 | 74               | 33                   |
| Разом    | 291     | 64                 | 185              | 42                   |